# Quebec Arena
Quebec Arena je bila športna dvorana v Quebec Cityju, Quebec.  Zgrajena je bila leta 1913 in je bila domača dvorana NHA in NHL moštva Quebec Bulldogs do selitve kluba v Hamilton, Ontario leta 1920. Dvorana se je nahajala v parku Parc Victoria. 